# ازغد
ازغد روستایی در دهستان طرقبه ، بخش طرقبه ، شهرستان طرقبه شاندیز در استان خراسان رضوی ، ایران است.
روستای ییلاقی ازغد (در گویش محلی زِقِی به کسر اول و دوم) یکی از روستاهای زیبا و بکر منطقه طرقبه در دامنه رشته کوه‌های بینالود می‌باشد.
روستای ازغد در فاصله ۲۵ کیلومتری غرب مشهد و فاصله ۲۰ کیلومتری از شهر طرقبه قرار گرفته است.
کلمه ی ازغد به معنای از قدیم می باشد.
ازغد به دلیل واقع شدن در دامنه های شمالی کوه بینالود، دارای آب هوای خنک و کوهستانی است و از جاذبه های طبیعی بسیاری برخوردار است. این روستا با کوههای بلند سنگی و شگفت‌انگیز، همواره مورد توجه کوه نوردان و صخره نوردان است. برای علاقه‌مندان به گردشگری، مناظر زیبای دشت‌های سرسبز نیز در اطراف این روستا قابل مشاهده هستند.
پوشش گیاهی این منطقه حاوی گیاهان دارویی و خوراکی است که در صورت آشنایی با آن‌ها، می‌توانید آن‌ها را جمع‌آوری و یک دمنوش زغالی خوش طعم و خوش عطر تهیه کنید. به عنوان مثال، گیاهانی همچون بابونه، پونه، گل ختمی، گلپر و... در این منطقه وجود دارند.
بافت سنتی این روستا شبه پلکانی است و تمامی خانه‌های آن از مصالح طبیعی و بومی ساخته شده‌اند. معماری سنتی این روستا، یکی از جاذبه‌های گردشگری آن است.

## جمعیت
بر پایه سرشماری عمومی نفوس و مسکن در سال ۱۳۹۵ جمعیت این روستا ۵۰۰ نفر (.۲۴۵ مرد و ۲۵۵ زن) در قالب ۱۸۳ خانوار بوده است.

## مکان‌های تاریخی
- مقبره‌های قدیمی مندرج با خط پهلوی که دلالت بر قدمت چند هزار ساله این روستا دارد.

- مدرسه علمیه این روستا که قدمتی حدود ۴۰۰ سال دارد.

- مسجد جامع ازغد که در زمان تیموریان بنا شده که قدمتی بسیار طولانی دارد و بر اساس کتیبه های موجود در دوره‌های صفویه و قاجاریه بازسازی شده است.

ساخت مسجد به سال ۱۳۴ (ه‍.ق) بازمی‌گردد، از جمله مساجد قدیمی روستایی  (شهرستان طرقبه شاندیز) است که بر اثر مرور زمان بخشهایی از ایوان، سقف و نرده‌های آن تخریب و در معرض آسیب جدی قرار گرفته است.
البته بر درب ورودی مسجد جمله ای بوسیله معرق کاری درآمده که توسط سازنده مسجد می‌باشد و در آن به سنه اربع ثلاثین و مأه اشاره دارد که برابر با سال ۱۳۴ هجری قمری می‌باشد.

## ذهب رود
ذهب رود نام یکی از مناطق بکر و خوش آب‌و‌هوای این روستا در سر رودخانه می‌باشد.
"ذهب" در عربی به معنای طلا است و نام‌گذاری آن به این دلیل بوده که از قدیم گفته‌اند آب رودخانه‌ این منطقه از روی معادن طلا می‌گذرد.
این منطقه مملو از پوشش گیاهان کوهی و باغات انواع میوه همچون گیلاس، آلبالو، گردو و غیره می‌باشد. خنکی و زلالی آب چشمه‌های این منطقه زبانزد اهل روستا شده است.
گرمایش خانه‌های این منطقه که معروف به "خانه‌باغ" است، در فصل پاییز، بهار و حتی شبهای تابستان! صرفا از طریق کرسی زغالی و بخاری هیزمی و نفتی بوده و در زمستان معمولا خالی از سکنه است.
آب و هوای مطبوع و طبیعت بکر ذهب‌رود دستمایه اهالی اهل شعر آن منطقه شده است. شعر زیر از کتاب میوه ممنوعه یکی از اشعار مربوط به این منطقه می باشد.
| ذَهَب رودا ! دلم دارد هوای کوهسارت را     | نسیم دلنوازت را هوای بی‌غبارت را           |
| نسیم‌ات مست ‌‌می‌سازد سر و جسمم سحرگاهان    | نفس‌ها ‌‌می‌کشم در جان، نسیم بی‌قرارت را       |
| طبیعت طرح بر رویت زده‌ست در عین خوش ذوقی | به صد الوان خوش‌رنگی به این نقش و نگارت را |
| به اذن حق همی آید شرابی از دل کوهت      | خدا خواهم نگه دارد قنات خوشگوارت را       |
| همی پروردگار گِل تو را پرورده پُر حاصل    | خوشا آن‌کس که ‌‌می‌کارد نهال نوبهارت را       |
| حلالم باد رزق تو زِ گردو و زِ گیلاست      | هزاران سجده ‌‌می‌باید ز گنج بی‌شمارت را       |
| ز بوی پونه‌ی جوی‌ات ز کاکوتیِ در کویت      | به عطر آکنده ‌‌می‌سازد قبای باغدارت را       |
| چه خوش باشد خرامیدن میان باغ و بستانت   | به گوش جان سپردن آن نوای جویبارت را       |
| چو آن مرغ غزلخوانی که سرمست بهار توست   | ز جان فریاد ‌‌می‌دارم بسی از اعتبارت را      |
| ز خاک سرخ و پاک تو برآمد لاله‌ای خونین   | شهید عشق ‌‌می‌داند همی قول و قرارت را        |
| گمانم از مزار است آن شعاع نور بر کوهت   | منیر است و دعا گوید بقای پایدارت را       |
| به سوز دل خدا خواهم به یوسف مرحمت سازد  | نگاهش باز بیند آن صفای گل‌عذارت را         |
| الا ای پیر فرزانه که رفتی از جوار ما    | به روی چشم ‌‌می‌دارم تُراب یادگارت را         |

## مشاهیر ازغد
رسول خادم ازغدی، کشتی‌گیر ایرانی و عضو سابق شورای شهر تهران
محمد خادم ازغدی، کشتی‌گیر آزادکار و مربی کشتی سابق ایرانی
امیررضا خادم ازغدی، کشتی‌گیر و نماینده مجلس هفتم
حیدر رحیم‌پور ازغدی، فعال سیاسی
حسن رحیم‌پور ازغدی، نظریه‌پرداز انقلاب اسلامی و عضو شورای عالی انقلاب فرهنگی
مصطفی علیزاده، کشتی‌گیر ایرانی و مربی سابق تیم ملی